# Eo biển Haro

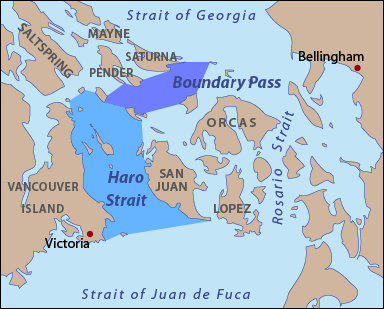
Eo biển Haro cùng với Boundary Pass điểm nối giữa eo biển Juan de Fuca và eo biển Georgia

Haro là một trong những eo biển chính nối eo biển Juan de Fuca với eo biển Georgia. Eo biển này tách đảo Vancouver và quần đảo Gulf của tỉnh British Columbia, Canada với quần đảo San Juan, tiểu bang Washington, Hoa Kỳ. Eo biển Haro là một trong những tuyến đường thủy quan trọng giữa biên giới Hoa Kỳ và Canada, cũng chính là ranh giới được ấn định giữa hai quốc gia sau cuộc chiến Con lợn.